# Jugoslawische Frauen-Handballnationalmannschaft
Die jugoslawische Frauen-Handballnationalmannschaft (kroatisch: Jugoslavenska ženska rukometna reprezentacija) vertrat Jugoslawien bei Länderspielen und internationalen Turnieren im Handball.
Die Mannschaft gewann eine Weltmeisterschaft und ein olympisches Turnier.

## Geschichte
Teams aus Jugoslawien nahmen an zehn Weltmeisterschaften und an drei Olympischen Spielen teil.
Nach dem Auseinanderbrechen Jugoslawiens wurden Nationalteams in den ehemaligen Teilrepubliken gegründet. Fortan traten daher die bosnisch-herzegowinische, kosovarische, kroatische, montenegrinische, nordmazedonische, serbisch-montenegrinische, serbische und slowenische Nationalmannschaft an.

## Weltmeisterschaften
- Weltmeisterschaft 1957 in Jugoslawien: 3. Platz
  - Team: Nada Vučković, Ana Evetović, Jelena Genčić, Magda Hegedüš, Ladislava Horak, Vukosava Lukin, Nevenka Ljubić, Branka Mihalić, Vlasta Nikler, Marija Sabljak, Ankica Ostrun, Nada Rukavina, Katarina Tičić Hosi, Erika Toth. Savezni kapetan: Marijan Flander; Trainer: Vilim Tičić
- Weltmeisterschaft 1962 in Rumänien: 4. Platz
  - Team: Zdenka Ištvanović, Ema Bart, Radmila Dragosavac, Mara Jakovetić, Jovanka Jurčak, Branka Jovančević, Dragica Pavić, Veselinka Bijelić, Ružica Miladinović, Zlatka Rebernjak, Mirjana Jasić, Radmila Radunović, Ana Zemko. Savezni kapetan: Zoran Pantazis; Trainer: Vilim Tičić
- Weltmeisterschaft 1965 in der Bundesrepublik Deutschland: 2. Platz
  - Team: Zdenka Ištvanović, Nada Vučković, Mara Veinović, Mira Jasić, Zlatka Rebernjak, Ana Knežević, Ružica Miladinović, Radmila Radunović, Ana Samardžija, Leposava Ninković, Biserka Tomašek, Ema Bart; Trainer: Vilim Tičić
- Weltmeisterschaft 1971 in den Niederlanden: 2. Platz
  - Team: Zdenka Ištvanović, Mara Torti, Dragica Palaversa, Neda Gluščević, Mira Radaković, Radmila Parezanović, Ratka Radović, Jadranka Antić, Milica Đorđević, Ana Knežević, Biserka Tomašek, Vinka Žižak, Katica Cero, Leposava Ninković; Trainer: Vilim Tičić
- Weltmeisterschaft 1973 in Jugoslawien: 1. Platz (Weltmeister)
  - Team: Zdenka Ištvanović, Dunja Kostić, Ana Titlić, Nadežda Abramović, Mirjana Čikoš, Jadranka Antić, Zdenka Leutar, Milenka Lukić, Ivanka Suprinović, Katica Ileš, Dragica Palaversa, Radmila Parezanović, Biserka Rosić, Mara Torti, Milka Veinović, Božena Vrbanc. Biserka Rožič; Trainer: Vilim Tičić[1][2]
- Weltmeisterschaft 1975 in der Sowjetunion: 5. Platz
  - Team: Zdenka Ištvanović, Dragica Palaversa, Nadežda Abramović, Jadranka Antić, Ljubica Bukurov, Zorica Dragović, Katica Ileš, Zdenka Leutar, Milenka Lukić, Vida Nenadić, Mirjana Ognjenović, Vesna Radović, Ivanka Šuprinović, Ana Titlić, Mara Torti, Milka Veinović; Trainer: Vinko Kandija
- Weltmeisterschaft 1978 in der Tschechoslowakei: 5. Platz
  - Team: Dragica Palaversa Mijač, Ljubica Bukurov, Deana Gizdić, Katica Ileš, Svetlana Kitić, Željka Maras, Vesna Milošević, Mirjana Ognjenović, Zorica Pavićević, Vesna Radović, Milenka Sladić, Nadežda Stanojević, Ana Titlić, Jadranka Veljković, Zorica Vojinović, Spomenka Vukajlović; Trainer: Vinko Kandija
- Weltmeisterschaft 1982 in Ungarn: 3. Platz
  - Team: Svetlana Atanasovska, Alenka Cuderman, Slavica Đukić, Mirjana Đurica, Emilija Erčić, Zita Galic, Jadranka Jež, Jasna Merdan, Ljiljana Mugoša, Mirjana Ognjenović, Olga Pejović, Jasna Ptujec, Milenka Sladić, Slavka Smiljanić, Biserka Višnjić, Zorica Vojinović; Trainer: Josip Samaržija
- Weltmeisterschaft 1986 in den Niederlanden: 6. Platz
  - Team: Mirjana Đurica, Slavica Đukić, Dragica Đurić, Emilija Erčić, Zita Galic, Ljubinka Janković, Svetlana Kitić, Ljiljana Mugoša, Svjetlana Mugoša, Svetlana Anastasovska-Obućina, Mirjana Ognjenović, Nevenka Radanović, Mara Samardžija, Olga Sekulić, Vesna Tomajek, Biserka Višnjić; Trainer: Vatroslav Srhoj
- Weltmeisterschaft 1990 in Südkorea: 2. Platz
  - Team: Svetlana Mugoša-Antić, Zagorka Baštovanović, Maja Bulatović, Vesna Durković, Dragica Đurić, Stanica Gole, Branka Jovanović, Svetlana Kitić, Nataša Kolega, Katica Lješković, Ljiljana Marković, Dragana Pešić, Tanja Polajner, Olga Sekulić, Vesna Tomajek, Stana Vuković; Trainer: Vatroslav Srhoj

## Olympische Turniere
- Olympische Sommerspiele 1980 in Moskau: 2. Platz
  - Team: Ana Titlić, Slavica Jeremić, Zorica Vojinović, Radmila Drljača, Katica Ileš, Mirjana Ognjenović, Svetlana Anastasovska, Radmila Savić, Svetlana Kitić, Mirjana Đurica, Biserka Višnjić, Vesna Radović, Jasna Merdan, Vesna Milošević; Trainer: Josip Samaržija
- Olympische Sommerspiele 1984 in Los Angeles: 1. Platz

Team: Svetlana Anastasovska, Alenka Cuderman, Svetlana Dašić, Slavica Dukić, Dragica Đurić, Mirjana Đurica, Emilija Erčić, Ljubinka Janković, Jasna Kolar-Merdan, Ljiljana Mugoša, Svetlana Mugoša, Mirjana Ognjenović, Zorica Pavićević, Jasna Ptujec, Biserka Višnjić; Trainer: Josip Samaržija.
- Olympische Sommerspiele 1988 in Seoul: 4. Platz
  - Team: Desanka Stojanović, Dragana Pešić, Dragica Đurić, Ljiljana Marković, Ljiljana Mugoša, Ljubinka Janković, Mirjana Đurica, Mirjana Krstić, Nataša Kolega, Slavica Đukić, Slavica Rinčić, Svetlana Mičić, Svetlana Mugoša-Antić, Svetlana Anastasovska-Obućina, Zita Galic[4]

## Mittelmeerspiele
Bei den Mittelmeerspielen gewann das jugoslawische Team die Turniere 1979 und 1991.

## Trainer
Trainer der Mannschaft waren Vilim Tičić, Vinko Kandija, Vatroslav Srhoj und Josip Samaržija.